# Eduard Taaffe
Pour les articles homonymes, voir Taaffe.
Eduard Taaffe, comte de Taaffe, 11e vicomte Taaffe, né le 24 février 1833 à Vienne et mort le 29 novembre 1895 à Ellischau (Nalžovy) en Bohême, est un homme politique autrichien. Il occupe de nombreux postes officiels au sein de l'empire d'Autriche et de l'Autriche-Hongrie, dont ceux de ministre-président de 1868 à 1870 et pour un second mandat de 1879 à 1893. Adepte du catholicisme social, il est connu pour être avant tout un monarchiste conservateur mais également un réformateur social.

## Biographie
Le comte de Taaffe est issu d'une famille noble de la pairie d'Irlande ; ses ancêtres, originaires de Ballymote, sont officiers de l'armée impériale de la monarchie de Habsbourg. Il étudie le droit à l'université de Vienne. Ami de jeunesse de l'empereur François-Joseph Ier d'Autriche, de trois ans son aîné, sa carrière professionnelle progresse rapidement. À l'âge de 28 ans, en 1861, il est promu au rang de chef d'administration à Prague, puis il est nommé gouverneur du duché de Salzbourg en 1863 et de Haute-Autriche en janvier 1867. Peu après, le Compromis austro-hongrois est négocié sous le gouvernement du ministre-président Friedrich Ferdinand von Beust et Taaffe est nommé ministre de l'Intérieur. À partir du 30 décembre 1867, il est ministre de la Défense et vice-premier ministre de Cisleithanie au cabinet du prince Karl Wilhelm Philipp von Auersperg.
Taaffe et le prince Auersperg, tous deux membres du Parti libéral allemand, s'opposent de plus en plus durement sur le gouvernement de l’État multinational autrichien, notamment dans le cadre des négociations relatives aux idées de l'austroslavisme. Le 24 septembre 1868, Auersperg, un partisan déclaré d'un centralisme modéré, se retire à la suite de concessions à ses yeux trop larges faites au parti national tchèque, autour de František Palacký. Eduard Taaffe est alors désigné comme son successeur au poste de ministre-président d'Autriche ; néanmoins, il ne parvient pas à obtenir une majorité pour sa politique fédéraliste, et présente à l'empereur sa démission le 15 janvier 1870.
Eduard Taaffe devient ensuite gouverneur de Tyrol ; en 1878, l'empereur François-Joseph lui décerne l’ordre de la Toison d’or. Du 12 août 1879 au 11 novembre 1893, il est à nouveau ministre-président d'Autriche. Sous son gouvernement, le Reichsrat assouplit en 1882 les règles du suffrage censitaire, et l'Autriche suit une politique protectionniste — ces deux approches lui valent un large soutien au parlement. Certaines conditions de travail, telles que de nuit ou du post-partum font l'objet de législations particulières, et une sécurité sociale est introduite. En contrepartie, la liberté de la presse est restreinte, et le mouvement ouvrier combattu à la manière d'un État policier.
Par un règlement de 1880, le tchèque est admis en tant que deuxième langue officielle dans les pays de la couronne de Bohême ; néanmoins, de nouvelles négociations échouent à cause de la résistance du Parti des Jeunes Tchèques. Des années plus tard, le Décret sur les langues, adopté par le ministre-président Kasimir Felix Badeni le 5 avril 1897, est à l'origine de troubles et affrontements entre les nationalistes tchèques et les partisans intransigeants du pouvoir impérial.
Bien qu'adversaire politique du prince héritier Rodolphe d'Autriche, Taaffe eut à éviter que le drame de Mayerling qui se déroule le 30 janvier 1889 ne dégénère en un scandale qui aurait pu affaiblir la double monarchie. Le sort des dossiers secrets détenus par le ministre-président n'a pas encore été élucidé.